# سبرينغ فالي (كنتاكي)
سبرينغ فالي (بالإنجليزية: Spring Valley, Kentucky)‏ هي مدينة تقع في مقاطعة جيفيرسون بولاية كنتاكي في وسط جنوب شرق الولايات المتحدة. تبلغ مساحة هذه المدينة 0.6 (كم²)، وترتفع عن سطح البحر 189 م، بلغ عدد سكانها 668 نسمة في عام 2000 حسب إحصاء مكتب تعداد الولايات المتحدة وتصل الكثافة السكانية فيها 1188.1 نسمة/كم2.

## التركيبة السكانية
حدّد مكتب تعداد الولايات المتحدة بيانات التركيبة السكانية لسبرينغ فالي في تعداد الولايات المتحدة. في ما يلي، التركيبة السكانية حسب تعدادي 2000 و2010.

### تعداد عام 2000
بلغ عدد سكان سبرينغ فالي 668 نسمة بحسب تعداد عام 2000، وبلغ عدد الأسر 237 أسرة وعدد العائلات 201 عائلة مقيمة في المدينة. في حين سجلت الكثافة السكانية 1,309.8 نسمة لكل كيلومتر مربع (3,392.4/ميل2). وبلغ عدد الوحدات السكنية 241 وحدة بمتوسط كثافة قدره 472.5 لكل كيلومتر مربع (1,223.8/ميل2).
وتوزع التركيب العرقي للمدينة بنسبة 94.61% من البيض و1.35% من الأمريكيين الأفارقة و2.54% من الأمريكيين ذوي الأصول الآسيوية و1.50% من عرقين مختلطين أو أكثر و1.50% من الهسبانيون أو اللاتينيون من أي عرق.
بلغ عدد الأسر 237 أسرة كانت نسبة 45.1% منها لديها أطفال تحت سن الثامنة عشر تعيش معهم، وبلغت نسبة الأزواج القاطنين مع بعضهم البعض 81.4% من أصل المجموع الكلي للأسر، ونسبة 1.7% من الأسر كان لديها معيلات من الإناث دون وجود شريك،  بينما كانت نسبة 1.7% من الأسر لديها معيلون من الذكور دون وجود شريكة وكانت نسبة 15.2% من غير العائلات. تألفت نسبة 14.3% من أصل جميع الأسر من عدة أفراد يعيشون في نفس المنزل ونسبة 7.2% كانت تتألف من شخص يعيش بمفرده يبلغ من العمر 65 عاماً أو أكثر. وبلغ متوسط حجم الأسرة المعيشية 2.82، أما متوسط حجم العائلات فبلغ 3.12.
بلغ العمر الوسطي للسكان 41.2 عاماً. وكانت نسبة 29.9% من القاطنين تحت سن الثامنة عشر، وكانت نسبة 3.1% بين الثامنة عشر والرابعة والعشرين عاماً، ونسبة 25.1% كانت واقعةً في الفئة العمرية ما بين الخامسة والعشرين والرابعة والأربعين عاماً، ونسبة 24.7% كانت ما بين الخامسة والأربعين والرابعة والستين، ونسبة 17.1% كانت ضمن فئة الخامسة والستين عاماً فما فوق. يوجد لكل 100 أنثى 92.0 ذكر، ويوجد لكل 100 أنثى في الثامنة عشر من عمرها فما فوق 95.0 ذكر.
بلغ متوسط دخل الأسرة في المدينة 85,779 دولارًا، أما متوسط دخل العائلة فبلغ 93,275 دولارًا. وكان متوسط دخل الذكور 69,375 دولارًا مقابل 45,625 دولارًا للإناث. وسجل دخل الفرد الخاص بالمدينة 34,247 دولارًا. وكانت نسبة 0% من العائلات ونسبة 0.3% من السكان تحت خط الفقر، وكان من هؤلاء نسبة 0% تحت سن الثامنة عشر ونسبة 0% في الخامسة والستين من العمر وما فوق.

### تعداد عام 2010
بلغ عدد سكان سبرينغ فالي 654 نسمة بحسب تعداد عام 2010، وبلغ عدد الأسر 235 أسرة وعدد العائلات 198 عائلة مقيمة في المدينة. في حين سجلت الكثافة السكانية 1,282.4 نسمة لكل كيلومتر مربع (3,321.4/ميل2). وبلغ عدد الوحدات السكنية 241 وحدة بمتوسط كثافة قدره 472.5 لكل كيلومتر مربع (1,223.8/ميل2).
وتوزع التركيب العرقي للمدينة بنسبة 91.74% من البيض و3.52% من الأمريكيين الأفارقة و3.06% من الأمريكيين ذوي الأصول الآسيوية و1.68% من عرقين مختلطين أو أكثر و1.22% من الهسبانيون أو اللاتينيون من أي عرق.
بلغ عدد الأسر 235 أسرة كانت نسبة 38.7% منها لديها أطفال تحت سن الثامنة عشر تعيش معهم، وبلغت نسبة الأزواج القاطنين مع بعضهم البعض 75.3% من أصل المجموع الكلي للأسر، ونسبة 4.7% من الأسر كان لديها معيلات من الإناث دون وجود شريك،  بينما كانت نسبة 4.3% من الأسر لديها معيلون من الذكور دون وجود شريكة وكانت نسبة 15.7% من غير العائلات. تألفت نسبة 14.9% من أصل جميع الأسر من عدة أفراد يعيشون في نفس المنزل ونسبة 8.5% كانت تتألف من شخص يعيش بمفرده يبلغ من العمر 65 عاماً أو أكثر. وبلغ متوسط حجم الأسرة المعيشية 2.78، أما متوسط حجم العائلات فبلغ 3.06.
بلغ العمر الوسطي للسكان 44.1 عاماً. وكانت نسبة 26.9% من القاطنين تحت سن الثامنة عشر، وكانت نسبة 5.8% بين الثامنة عشر والرابعة والعشرين عاماً، ونسبة 18.3% كانت واقعةً في الفئة العمرية ما بين الخامسة والعشرين والرابعة والأربعين عاماً، ونسبة 32.6% كانت ما بين الخامسة والأربعين والرابعة والستين، ونسبة 16.4% كانت ضمن فئة الخامسة والستين عاماً فما فوق. وتوزع التركيب الجنسي للسكان بنسبة 49.4% ذكور و50.6% إناث.

## وصلات خارجية
- The US50 - Cities and Towns in Kentucky State